# Rohrbach (Familienname)
Rohrbach ist ein Familienname, der vor allem im deutschsprachigen Raum vorkommt.

## Namensträger
- Adolf Rohrbach (1889–1939), deutscher Flugzeugkonstrukteur
- Andrina Rohrbach, Schweizer Sängerin und Schauspielerin, siehe Andrina Travers
- Berthold von Rohrbach († 1356), deutscher Prediger
- Bob Rohrbach (* 1955), US-amerikanischer Fußballspieler
- Carl Rohrbach (1861–1932), deutscher Lehrer und Astronom
- Carmen Rohrbach (* 1948), deutsche Reiseschriftstellerin
- Charlotte Rohrbach (1902–1981), deutsche Fotografin
- Christoph Georg Rohrbach (* 1992), deutscher Lyriker und Lyrikvermittler
- Dirk Rohrbach (Journalist) (* 1968), deutscher Reisender, Fotograf, Journalist und Arzt
- Dirk Rohrbach (Eishockeyspieler) (* 1972), deutscher Eishockeyspieler und -trainer
- Emil Frey-Rohrbach (1913–1993), Schweizer Bauunternehmer
- Emile Rohrbach (1899–1969), französischer Radrennfahrer
- Erhard Rohrbach (* 1956), deutscher Politiker
- Günter Rohrbach (* 1928), deutscher Filmproduzent
- Hans Rohrbach (1903–1993), deutscher Mathematiker
- Hermann Rohrbach (1905–1985), deutscher Opernsänger (Bariton)
- Ignaz Rohrbach (1691–1747), deutscher Bildhauer
- Ingo Rohrbach (* 1972), deutscher Sportjournalist, Moderator, Kommentator und Ringsprecher
- Jäcklein Rohrbach († 1525), deutscher Bauernführer
- Jan Rohrbach, deutscher Synchronsprecher und Gitarrist der Band Dota
- Johann von Rohrbach (vor 1426–1467), österreichischer Adliger
- Jürg Rohrbach (* 1931), Schweizer Eisschnellläufer
- Kelly Rohrbach (* 1990), US-amerikanische Schauspielerin und Model
- Lena Rohrbach (* 1978), deutsche Skandinavistin
- Marcel Rohrbach (1933–2012), französischer Radrennfahrer
- Marcus Rohrbach (* 1983), deutscher Informatiker
- Maria Rohrbach (* 1929), deutsches Justizopfer
- Michèle Rohrbach (* 1974), Schweizer Freestyle-Skierin
- Paul Rohrbach (1869–1956), deutscher Theologe, Publizist und Kolonialbeamter
- Regula Rohrbach (* 1974), Schweizer Triathletin
- Sebastian Rohrbach (* 1975), deutscher Schauspieler
- Thomas Rohrbach (Ingenieur) (* 1961), deutscher Ingenieur und Hochschullehrer
- Thomas Rohrbach (Fußballspieler) (* 1949), deutscher Fußballspieler
- Wilfried Rohrbach (1943–??), deutscher Eishockeyspieler
- Wilhelm Rohrbach (1887–1970), deutscher Arzt
- Wolfgang Rohrbach (* 1947), österreichischer Versicherungs- und Gesundheitsökonom